# Tanyochraethes minca
Tanyochraethes minca là một loài bọ cánh cứng trong họ Cerambycidae.